# Augyles turanicus
Augyles turanicus là một loài bọ cánh cứng trong họ Heteroceridae. Loài này được Reitter miêu tả khoa học đầu tiên năm 1887.